# Liste der Naturdenkmale in Kail
Die Liste der Naturdenkmale in Kail nennt die im Gemeindegebiet von Kail ausgewiesenen Naturdenkmale (Stand 25. März 2024).

## Ehemalige Naturdenkmale
| Nr. | Bezeichnung  | Lage                                | Beschreibung                                                      | Bild                                    |
| --- | ------------ | ----------------------------------- | ----------------------------------------------------------------- | --------------------------------------- |
|     | Lindengruppe | östlich des Ortes an der L 107 Lage | Tilia platiphyllos und Tilia cordata; Rechtsverordnung aufgehoben | Direkt Bild zu diesem Denkmal hochladen |